# 禹居镇
禹居镇，是中华人民共和国陕西省延安市延川县一个已撤销的乡级行政区，2015年，陕西省民政厅批复同意撤销禹居镇，将其所辖行政区域划归文安驿镇。